# Белла, Дагмар
Дагмар Белла (в замужестве Белла-Штурли, нем. Dagmar Bella-Sturli, словац. Dagmar Bellová; 30 декабря 1920, Вена — 20 мая 1999, Вена) — австрийская пианистка словацкого происхождения. Внучка композитора Яна Левослава Беллы, внебрачная дочь дирижёра Вильгельма Фуртвенглера.

## Биография
Начала заниматься музыкой под руководством своего деда, в 13 лет впервые выступила публично, исполнив его Элегии; для внучки Белла написал фортепианный дуэт «Кукольный праздник» (словац. Svátek panenky; 1927). Затем училась в Вене, в 1937 г. окончила Венскую академию музыки по классу фортепиано Эмиля фон Зауэра, училась также у Вильгельма Кемпфа.
После Второй мировой войны жила и работала в Австрии. Спорадически выступала вместе со своим отцом; известна, в частности, запись Концерта для двух фортепиано с оркестром KV 365 Вольфганга Амадея Моцарта в исполнении Дагмар Белла, Пауля Бадуры-Скоды и Венского филармонического оркестра под управлением Фуртвенглера (1949), исполняла Дагмар Белла и фортепианный концерт Фуртвенглера. Выступала в ансамбле с виолончелистом Энрико Майнарди.